# 남고서원
남고서원(南皐書院)은 대한민국 전북특별자치도 정읍시에 있는 서원이다. 1984년 4월 1일 전북특별자치도의 문화재자료 제76호로 지정되었다.

## 개요
일재 이항·건재 김천일을 비롯하여 김점·김복억·김승적·소산복을 기리고 있는 서원이다.
이항(1499∼1576)은 조선 중기 문신으로 성리학에 조예가 깊은 학자이다.
김천일(1537∼1593)은 임진왜란 때 의병을 일으켜 왜군을 무찌른 장수이다.
이 서원은 선조 10년(1577)에 이항과 김천일을 추모하기 위해 세웠고 숙종 11년(1685) 임금으로부터 ‘남고’라는 이름을 받아 사액서원으로 승격되었다. 그 뒤 흥선대원군의 서원철폐령으로 폐쇄되었다가 광무 3년(1899)에 다시 지었는데 이 때 김점·김복억·김승적이 추가로 배향되었으며, 1913년에는 새로 소산복의 위패를 모시게 되었다.
서원 경내에는 사우와 강수재, 내삼문, 외삼문 등이 있다.
사우는 앞면 3칸·옆면 2칸의 규모로, 지붕은 옆면에서 볼 때 사람 인(人)자 모양인 맞배지붕이다. 안쪽은 중앙에 이항의 위패를 모시고 있으며 그 좌우에 나머지 인물들의 위패가 있다. 이곳에서는 해마다 2월과 8월에 제사를 지내고 있다.
강당인 강수재는 앞면 4칸·옆면 3칸의 규모이고, 지붕은 옆면에서 볼 때 여덟 팔(八)자 모양인 팔작지붕으로 꾸몄다. 가운데 2칸은 대청이고, 좌우에 방을 배치하였다.

## 현지 안내문
남고서원은 호남의 성리학자 이항(1499~1576)과 임진왜란 때 의병장 김천일(1537~1593)의 위패를 모시고 제사를 지내는 곳이며, 선비들이 학문을 닦는 도장이었다. 선조 10년(1577)에 처음 세웠으며, 숙종 11년(1685)에는 나라에서 이름을 내리고 후원하는 서원(사액서원)으로 선정됐다. 남고서원은 고종 8년(1871년) 서원철폐령에 따라 헐렸는데, 후손들이 1899년에 다시 세웠다. 그후 김점, 김복억, 김석적, 소산복의 위패를 추가로 모셨다. 현재 이 서원에는 위패를 모신 사당을 비롯하여, 내삼문·외삼문·강당 등의 건물이 있으며, 이항의 문집 목판을 소장하고 있다.

## 참고 자료
- 남고서원 - 국가유산청 국가유산포털
- 남고서원(南皐書院) - 한국서원연합회